# Cantagalo (São Tomé i Príncipe)
El districte de Cantagalo és un dels 6 districtes en què s'organitza territorialment la República Democràtica de São Tomé i Príncipe.

## Característiques
El districte de Cantagalo ocupa el sector est l'illa de São Tomé i limita, al nord amb el districte de Mé-Zóchi, a l'oest amb el de Caué i a l'est i sud amb l'oceà Atlàntic. Té una extensió de 119 km² i la seva població arriba als 17.161 habitants, segons el cens de 2012. La seva capital és la vila de Santana.

## Població
- 1940 7,854 (12.9% de la població nacional)
- 1950 8,568 (14.2% de la població nacional)
- 1960 9,758 (15.2% de la població nacional)
- 1970 9,697 (13.1% de la població nacional)
- 1981 10,435 (10.8% de la població nacional)
- 1991 11,433 (9.7% de la població nacional)
- 2001 13,258 (9.6% de la població nacional)

## Assentaments
El principal assentament és la ciutat de Santana. Altres assentaments són:
- Água Izé
- Anselmo Andrade
- Guegue
- Ribeira Afonso
- Riboque Santana
- Santa Clotilde
- Uba Budo
- Zandrigo